# Station Leuvensesteenweg
Station Leuvensesteenweg (Frans: Gare de la chaussée de Louvain) is een voormalig spoorwegstation langs spoorlijn 161 (Brussel-Noord - Namen) in de Belgische gemeente Sint-Joost-ten-Node. Hoewel het stationsgebouw reeds geruime tijd gesloten is, is het vrij intact bewaard gebleven.
Het station opende in 1865 als een spoorweghalte langs de steenweg van Brussel naar Leuven (de N2 of Leuvensesteenweg). Het stationsgebouw kwam er in 1885 en was gelegen op een voormalig schietterrein van het Belgische leger.
Het gebouw bestaat uit twee vleugels en is gebouwd in eclectische stijl met elementen uit de Vlaamse neorenaissancestijl en de neobarok. In de linkervleugel, die over de spoorweg gebouwd is bevonden zich de woning en het kantoor van de stationschef samen met de wachtzaal voor de treinreizigers in derde klasse. In de rechtervleugel bevond zich de inkomhal samen met de wachtzalen eerste en tweede klasse, het post- en telegraafkantoor en een magazijn. De twee perrons, die in openlucht lagen, waren bereikbaar via trappen vanaf een overdekte loopbrug die over de spoorwegtunnel liep.
In 1924 werd het station gesloten en in 1975 werd de rechtervleugel van het stationsgebouw inwendig verbouwd waarbij de toegang tot de sporen werd dichtgemaakt. Sinds 1996 is het stationsgebouw een beschermd monument. Tot het einde van de 20e eeuw waren er handelszaken gevestigd.
In 2003 kreeg de gemeente Sint-Joost-ten-Node het gebouw in erfpacht van de NMBS. Na de restauratie van het gebouw door de gemeente met steun van de Europese Gemeenschap, het Brussels Hoofdstedelijk Gewest en de Koninklijke Commissie voor Monumenten en Landschappen is er Jazz Station, een ontmoetingscentrum voor jazzmusici gevestigd. Het gebouw werd ingehuldigd op 30 september 2005 door minister-president van het Brussels Gewest Charles Picqué en burgemeester Jean Demannez.

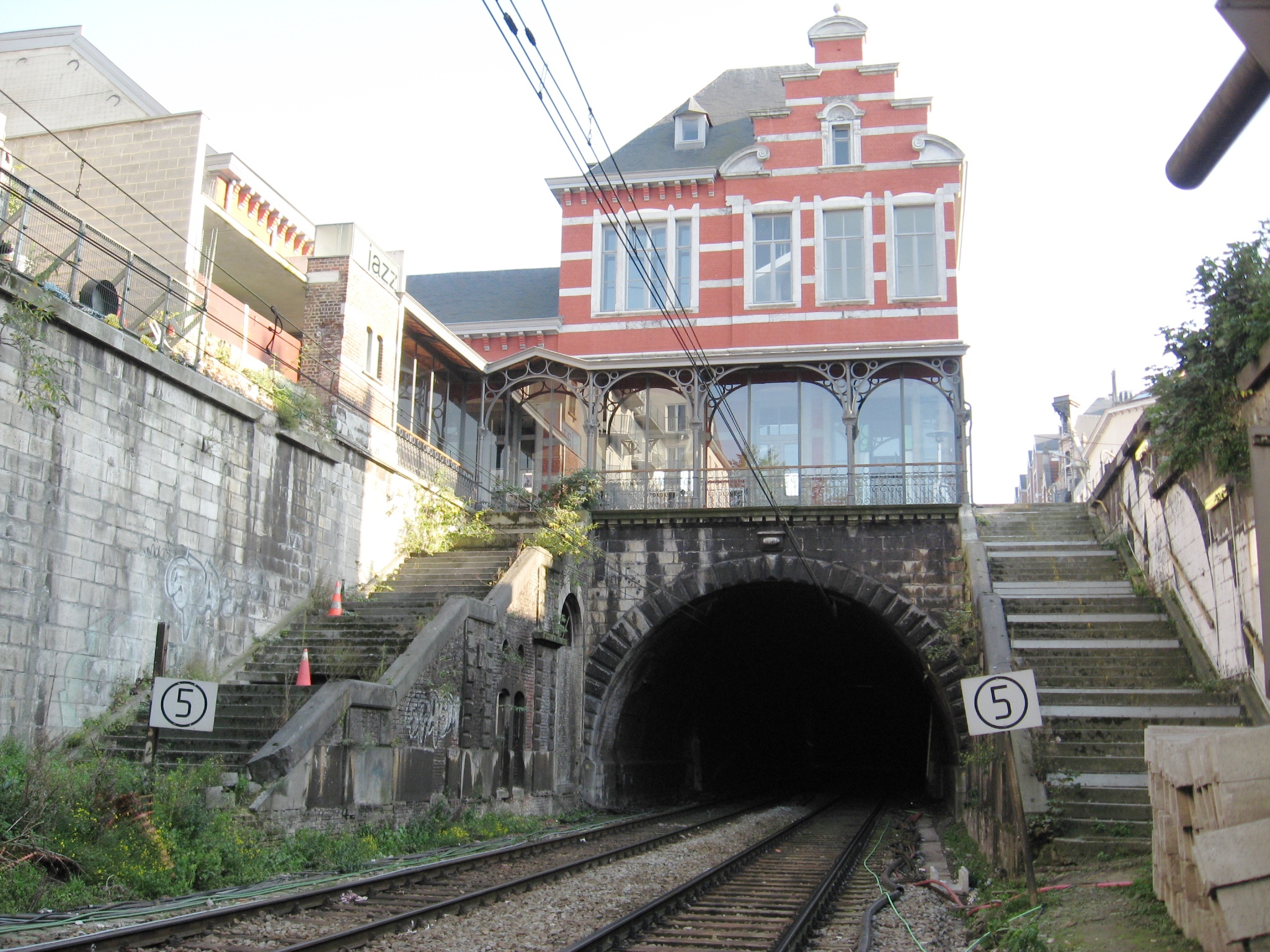
Achterzijde van de linkervleugel met de overdekte loopbrug en de trappen naar de perrons, boven het noordelijke portaal van de Schumantunnel
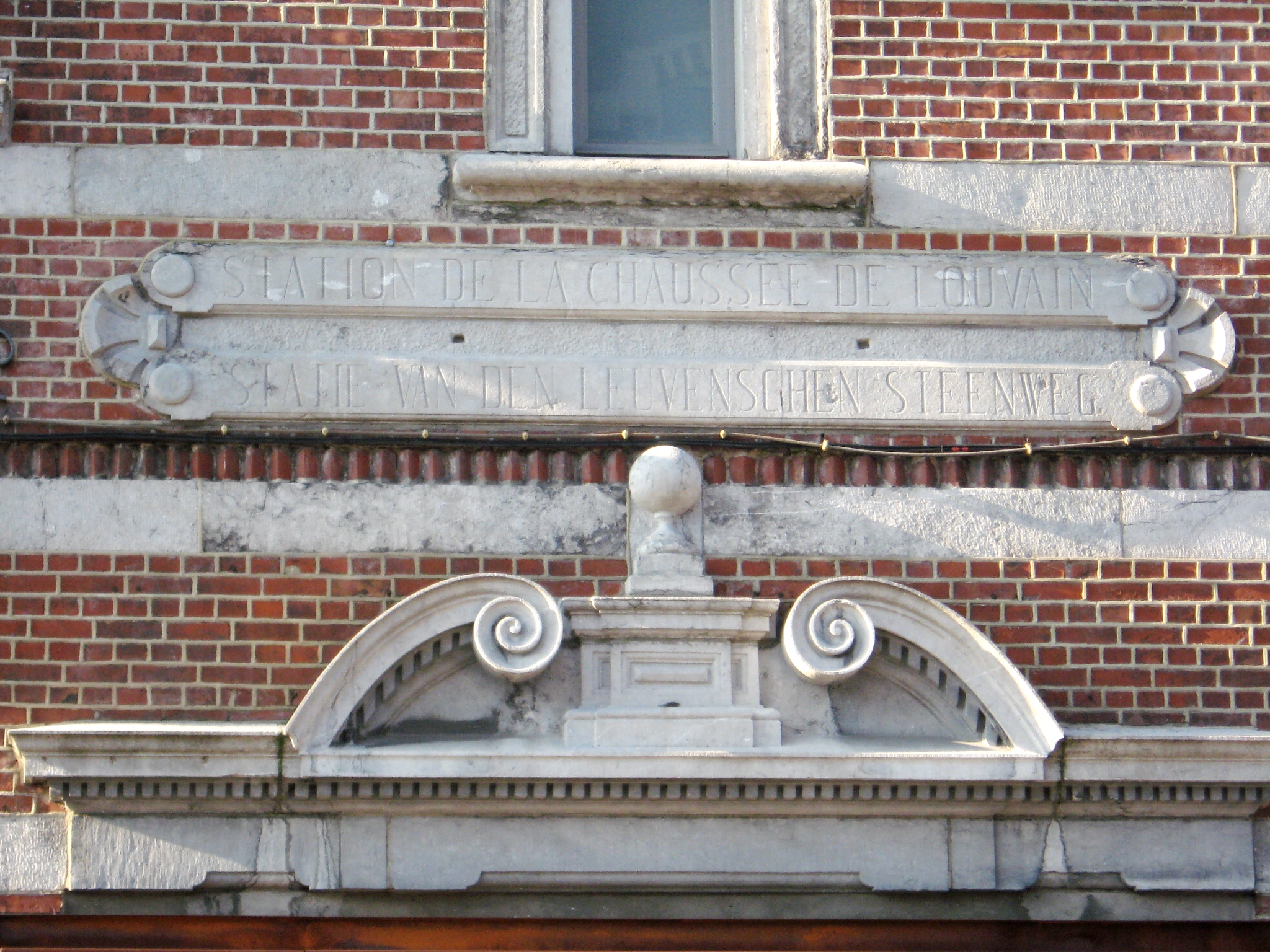
Inscriptie van de officiële naam van het station (Station de la Chaussée de Louvain - Statie van den Leuvenschen Steenweg) boven de toenmalige hoofdingang